# 四溴化铼
四溴化铼是铼的一种溴化物，化学式 ReBr4。

## 制备
四溴化铼可以由五氯化铼和三溴化硼反应而成。
{\displaystyle \mathrm {6\ ReCl_{5}+10\ BBr_{3}\longrightarrow 6\ ReBr_{4}+3\ Br_{2}+10\ BCl_{3}} }

## 性质
四溴化铼是一种黑色固体。它的晶体结构和 γ-四氯化铼一样。